# Batalla de les Dunes (1639)
La batalla naval de les Dunes va ser una batalla entre les armades espanyola i neerlandesa que va tenir lloc el 21 d'octubre de 1639 a la rada de les Dunes, prop de la costa del comtat de Kent, a Anglaterra, en el transcurs de la Guerra dels Vuitanta Anys.

## Antecedents
Espanya i Anglaterra havien fet la pau en 1630 i des d'aleshores els moviments de tropes per mar espanyols fins als Països Baixos espanyols eren relativament segurs. Més de 16.000 soldats havien arribat als Països Baixos per mar entre 1631 i 1637. Després que els francesos tallessin el 1638 el Camí dels espanyols amb la presa de Breisach pels francesos i l'atac a diversos ports de la costa atlàntica, en un intent desesperat per reforçar, reabastir i pagar les seves tropes als Països Baixos espanyols, el 1639 es forma a Cadis una esquadra de 23 vaixells i 1.679 homes de mar al comandament d'Antonio de Oquendo. Volia impedir l'accés de la flota de les Províncies Unides a l'oceà Atlàntic, per a obtenir així el domini del mar. Surten cap a Flandes i a La Corunya s'uneixen a l'esquadra de Dunkerque. Acompanyen l'estol 12 transports anglesos que porten tropes.

### Reunió de l'Armada a La Corunya
El 17 de juliol va arribar a Cadis la flota de l'almirall Ibarra que escoltava les flotes procedents del nou món, i a la fi d'agost arriben a La Corunya les naus d'Antonio de Oquendo, que fondegen fora del port per permetre la sortida de la resta de la flota. Es reuneixen així les esquadres d'Oquendo, Martín Ladrón de Guevara, l'esquadra de Nàpols, amb el general Pedro Vélez de Medrano i l'almirall Esteban de Oliste, i procedents de Cadis, la de Jerónimo Masibriadi, amb l'almirall Mateo Ulajani, 22 vaixells contractats de Dubrovnik, Nàpols, Dinamarca i Alemanya, i uns pocs vaixells espanyols.
A La Corunya s'uneixen a l'esquadra de Galícia comandada per Lope de Hoces, formada per vuit vaixells, entre ells quatre galions, i amb trenta sloops de Dunkerque amb el general Miguel de Horna i l'almirall Matías Rombau, i la de Sant Josep, amb el general Francisco Sánchez Guadalupe, 29 naus provinents de Biscaia, la Germandat de les Quatre Viles, Galícia, Portugal i Flandes. A més, els acompanyen 12 navilis del Regne d'Anglaterra llogats com a transport de tropes.
En total es van noliejar 45 vaixells de guerra de diferents mides i trenta de transport, dividits en set esquadrons, que portaven en total 27.000 homes., dels quals 13.000 soldats.
Per al Comte duc d'Olivares els vaixells i dotacions estaven en un estat excel·lent de preparació i ensinistrament, i no havia sortit armada com aquesta des de la jornada d'Anglaterra. Per a l'almirall Feijó, de l'esquadra de Galícia, en canvi, estaven mancats de tot, la gent era forçada, no hi havia prou artillers i tenien poca experiència.

### Trobada amb els holandesos al Canal
El 31 d'agost es fan a la mar, deixant als transports anglesos navegar sols, mentre que l'avantguarda la formava l'esquadra de Duinkerke, com a experts en la navegació pel Canal.
Les flotes franceses, inferiors en nombre, no van presentar cap resistència es van refugiar als ports, però al Canal es trobava a l'espera l'almirall neerlandès Maarten Harpertszoon Tromp, amb 13 naus, que va atacar la flota hispànica en albirar-la en aigües angleses a l'altura de Beachy Head el 15 de setembre, amb la tàctica de combat en línia i canonades d'alta cadència. La matinada del 16, amb sis naus addicionals, Oquendo intenta abordar la capitana de la república neerlandesa, però no ho va aconseguir i va rebre a canvi nombrose canonades, que van deixar la seva nau gairebé desaparellada i amb 43 morts i altres tants ferits, de manera que es va haver de retirar. Al llarg del dia s'entaulen escaramusses, amb l'únic resultat de la voladura d'una nau neerandesa. El combat segueix el 17, entre escaramusses i combat artiller, sense que els neerlandesos permeten que els espanyols s'acostin a tir d'arcabús.
El 18 se li uneixen a Tromp 16 naus del comtat de Zelanda, i continuarà amb la mateixa tàctica. Cauen en el combat els almiralls Guadalupe i Ulajani, el galió del qual està a punt de ser capturat. En aquests tres dies de combat, els contendents han esgotat tota la pólvora i municions.

### Entrada de l'Armada a les Dunes (Downs)
Maarten Harpertszoon Tromp entra a Calais, on el governador li facilita 500 tones de pólvora, repara els seus vaixells, desembarca els ferits i, en vint hores, està de nou a la mar a punt per al combat. Antonio de Oquendo, que podria haver fet el mateix als ports de Fort-Mardyck, a 10 km a l'est de Duinkerke, dubtant del calat del port, on pensava que no podien entrar els seus galions, i donada la proximitat de la rada de les Dunes, a la costa del comtat de Kent, a Anglaterra, i considerant que els anglesos eren neutrals, decideix refugiar-se allà, per intentar aprovisionar i reparar els seus vaixells.
Als anglesos no els fa gràcia la decisió espanyola, i l'enuig es veu agreujat per no haver saludat Oquendo a la bandera anglesa de l'almirall John Pennington, que es trobava fondejat a la rada. Davant l'enuig anglès, i donada la seva precària situació, Oquendo cedeix. Els anglesos cedeixen l'ancoratge interior als espanyols, i fondegen entre l'armada espanyola i la de la república neerlandesa.
Oquendo intenta aconseguir pertrets de guerra, informant de la seva presència a l'ambaixador d'Espanya a Londres i al governador dels Països Baixos espanyols, i aconsegueix així reforç de mariners i soldats des de Duinkerke. Organitza transports en vaixell lleugers per dur-hi els diners i els soldats que transportava amb aquest destí. El 27 de setembre, aprofitant una espessa boira, organitza un comboi amb 13 patatxes i sis fragates que acompanyen 56 embarcacions costaneres (la majoria pesquers vinguts de Duinkerke), que arriba sense novetat a Flandes, tot i estar Tromp bloquejant la sortida de la rada.
Tromp, que disposava d'entre 114 i 120 naus, entre elles 17 brulots, mantingué una esquadra fondejada a la sortida de la rada i una altra navegant pel Canal. Alguns relats expliquen que permeté el pas de vaixells de suport espanyols amb eixàrcies i arboradures, perquè Oquendo pugui reparar abans les seves naus i així poder entaular combat.

## Batalla
El 20 d'octubre Antonio de Oquendo, que portava un mes fondejat a la rada de les Dunes, va rebre el primer escàs subministrament de pólvora, que reparteix entre els galions. En tenir notícies d'això, Tromp decideix atacar abans que els espanyols es rearmin completament, per la qual cosa diu a l'almirall anglès que ha estat atacat pels espanyols i que, per tant, procedeix a atacar. Llança els seus brulots sobre l'esquadra fondejada, però els espanyols intenten arribar a la desesperada al port de Duinkerke, i lleven amarres i es fan a la mar. Entre la confusió produïda pels brulots i una espessa boira, només aconsegueixen sortir de la rada 21 vaixells per enfrontar-se a més de 100 holandesos. Els altres varen en els bancs de sorra i la costa dels Downs.
Tromp llança tres brulots contra la capitana d'Oquendo. Aquest aconsegueix lliurar-se dels tres, però un d'ells s'enganxa a la proa del galió Santa Teresa, de Lope de Hoces, que el seguia i que es perd embolicat en flames. La batalla s'entaula amb els galions espanyols lluitant aïllats contra forces cinc vegades superiors.
Al vespre, aprofitant la foscor, alguns espanyols aconsegueixen desempallegar-se dels seus atacants i, els que poden, es dirigeixen a Mardique; hi poden arribar la nau d'Oquendo, la de Masibriadi i 7 vaixells més de l'Esquadra de Duinkerke.
De la resta dels vaixells, nou es van rendir, en tan mal estat que tres es van enfonsar quan eren portats a port neerlandès, i els altres embarrancats a les costes franceses o del sud dels Països Baixos, encara sota control espanyol, per a no lliurar-los l'enemic. Dels que havien encallat als Downs, nou van aconseguir arribar a Duinkerke.

## Conseqüències
Les pèrdues espanyoles van ser estimades pels republicans neerlandesos en 43 vaixells i 6.000 homes i les pèrdues republicanes estimades pels espanyols en deu vaixells i uns mil homes. Les flotes hispàniques no van aconseguir un volum similar de vaixells fins a la dècada de 1780.
Diuen que Oquendo, que estava greument malalt, va dir en arribar a Fort-Marduck: «ja no em queda més que morir, ja que he portat a port amb reputació la nau i l'estendard».
Hi va haver qui, des d'Espanya, va veure l'acció d'Oquendo com una gran gesta, ja que havia aconseguit portar els reforços i els diners a l'exèrcit dels Països Baixos espanyols, i va salvar la capitana i a l'estendard reial davant forces aclaparadorament superiors. Obliden que, si en comptes de tancar-se a la rada dels Downs , s'hagués dirigit als ports de sota control espanyol, no hagués perdut gairebé tota la seva flota. A més, un vaixell espanyol resistí després de ser abatut per 1200 bales de canó, el que demostra la gran resistència espanyola.
La ruta marítima ja no es podia utilitzar per proveir tropes i els Països Baixos espanyols van quedar aïllats. A la República hi va haver crides per reduir l'exèrcit de camp després dels dos anys decebedors, però la nova situació als Països Baixos espanyols va donar una raó més per ajornar la reducció.
Segons l'historiador i almirall portuguès Costa Quintella, Oquendo es «portà més com a comandant [de vaixell] que com a general i almirall, ja que, sense més que posar en línia els seus vaixells [en la primera trobada], hauria pogut anihilar els seus enemics».